# Lecopia alabasta
Lecopia alabasta är en insektsart som beskrevs av Medler 1991. Lecopia alabasta ingår i släktet Lecopia och familjen Flatidae. Inga underarter finns listade i Catalogue of Life.